# 静游镇
静游镇，是中华人民共和国山西省太原市娄烦县下辖的一个乡镇级行政单位。

## 行政区划
静游镇下辖以下地区：
下静游村、上静游村、河岔村、西六度村、曼咀岩村、新庄村、东六度村、峰岭底村、步斗村、下龙泉村、上龙泉村、新舍科村、辽庄村、赤土华村、新开村、常庄村、秦家崖村、河杨树底村、新庄子村、山庄头村、岩头村、石槽村、阳坡村、梁儿上村、井子村和半沟村。